# (37974) 1998 HE115
1998 HE115 (asteroide 37974) é um asteroide da cintura principal. Possui uma excentricidade de 0.08242880 e uma inclinação de 12.90442º.
Este asteroide foi descoberto no dia 23 de abril de 1998 por LINEAR em Socorro.